# Sinophorus amphipoeae
Sinophorus amphipoeae là một loài tò vò trong họ Ichneumonidae.